# Campionati mondiali di tiro al bersaglio mobile 2012
I campionati mondiali di tiro 2012 furono l'undicesima edizione dei campionati mondiali di questo sport e si disputarono a Stoccolma e Västerås, dal 2 al 10 giugno.

## Risultati

### Uomini

#### Bersaglio mobile
| Evento              | Oro                                                  | Oro       | Argento                                                           | Argento   | Bronzo                                                            | Bronzo    |
| Evento              | Atleta                                               | Risultato | Atleta                                                            | Risultato | Atleta                                                            | Risultato |
| 50m                 | Łukasz Czapla                                        | 591       | Emil Martinsson                                                   | 590+19    | Dmitri Romanov                                                    | 590+18    |
| 50m a squadre       | Russia Maxim Stepanov Dmitri Romanov Mijaíl Azarenko | 1762      | Svezia Emil Martinsson Miklas Bergström Rickard Johansson         | 1752      | Ucraina Vladyslav Prianishnikov Andrey Gilchenko Alexandr Zinenko | 1747      |
| Misto 50m           | József Sike                                          | 393       | Emil Martinsson                                                   | 390       | Krister Holmberg                                                  | 388       |
| Misto 50m a squadre | Rep. Ceca Miroslav Januš Bedrich Jonas Josef Nikl    | 1158      | Ucraina Vladyslav Prianishnikov Andrey Gilchenko Alexandr Zinenko | 1154      | Russia Maxim Stepanov Dmitri Romanov Alexandr Blinov              | 1151      |
| 10m                 | Dmitri Romanov                                       |           | Łukasz Czapla                                                     |           | László Boros                                                      |           |
| 10m a squadre       | Rep. Ceca Miroslav Januš Bedrich Jonas Josef Nikl    | 1719      | Ucraina Vladyslav Prianishnikov Andrey Gilchenko Yehor Chyrva     | 1718      | Russia Maxim Stepanov Dmitri Romanov Alexandr Blinov              | 1714      |
| Misto 10m           | Josef Nikl                                           | 386       | László Boros                                                      | 385+19    | Mijaíl Azarenko                                                   | 385+18    |
| Misto 10m a squadre | Russia Maxim Stepanov Dmitri Romanov Mijaíl Azarenko | 1147      | Ucraina Vladyslav Prianishnikov Andrey Gilchenko Yehor Chyrva     | 1134      | Rep. Ceca Miroslav Januš Bedrich Jonas Josef Nikl                 | 1133      |

### Donne

#### Bersaglio mobile
| Evento              | Oro                             | Oro       | Argento                                              | Argento   | Bronzo                                                             | Bronzo    |
| Evento              | Atleta                          | Risultato | Atleta                                               | Risultato | Atleta                                                             | Risultato |
| 10m                 | Yang Zeng                       |           | Li Xue Yan                                           |           | Irina Izmalkova                                                    |           |
| 10m a squadre       | Cina Yang Zeng Li Xue Yan Su Li | 1147      | Russia Olga Stepanova Irina Izmalkova Julia Eydenzon | 1141      | Ucraina Galina Avramenko Viktoriya Rybovalova Anastasiya Savelyeva | 1127      |
| Misto 10m           | Su Li                           | 385       | Li Xue Yan                                           | 382       | Galina Avramenko                                                   | 381       |
| Misto 10m a squadre | Cina Yang Zeng Li Xue Yan Su Li | 1145      | Russia Olga Stepanova Irina Izmalkova Julia Eydenzon | 1123      | Ucraina Galina Avramenko Viktoriya Rybovalova Anastasiya Savelyeva | 1105      |

## Risultati juniores

### Uomini

#### Bersaglio mobile
| Evento              | Oro                                                      | Oro       | Argento                                                  | Argento   | Bronzo                                                   | Bronzo    |
| Evento              | Atleta                                                   | Risultato | Atleta                                                   | Risultato | Atleta                                                   | Risultato |
| 50m                 | Oleksandr Moshnenko                                      | 584       | Jani Suoranta                                            | 578       | Sami Heikkila                                            | 573+19    |
| 50m a squadre       | Ucraina Oleksandr Moshnenko Vladlen Onopko Stanislav Los | 1717      | Finlandia Jani Suoranta Sami Heikkilä Heikki Lahdekorpi  | 1714      | Russia Dmytri Shagalin Denis Ergashov Ivan Serebryakov   | 1676      |
| Misto 50m           | Heikki Lahdekorpi                                        | 381       | Jani Suoranta                                            | 379       | Sami Heikkila                                            | 378       |
| Misto 50m a squadre | Finlandia Jani Suoranta Sami Heikkilä Heikki Lahdekorpi  | 1138      | Russia Dmytri Shagalin Denis Ergashov Ivan Serebryakov   | 1104      | Ucraina Oleksandr Moshnenko Vladlen Onopko Stanislav Los | 1100      |
| 10m                 | Sami Heikkila                                            | 572       | Oleksandr Moshnenko                                      | 564       | Vladlen Onopko                                           | 563       |
| 10m a squadre       | Finlandia Jani Suoranta Sami Heikkilä Heikki Lahdekorpi  | 1693      | Ucraina Oleksandr Moshnenko Vladlen Onopko Stanislav Los | 1685      | Russia Dmytri Shagalin Konstantin Selin Ivan Serebryakov | 1623      |
| Misto 10m           | Sami Heikkila                                            | 378       | Jani Suoranta                                            | 377       | Vladlen Onopko                                           | 374       |
| Misto 10m a squadre | Finlandia Jani Suoranta Sami Heikkilä Heikki Lahdekorpi  | 1114      | Russia Dmytri Shagalin Konstantin Selin Ivan Serebryakov | 1095      | Ucraina Oleksandr Moshnenko Vladlen Onopko Stanislav Los | 1086      |

### Donne

#### Bersaglio mobile
| Evento              | Oro                                                         | Oro       | Argento                                                 | Argento   | Bronzo                                                  | Bronzo    |
| Evento              | Atleta                                                      | Risultato | Atleta                                                  | Risultato | Atleta                                                  | Risultato |
| 10m                 | Olena Chehovska                                             | 368       | Veronika Major                                          | 360       | Mariia Kramar                                           | 354       |
| 10m a squadre       | Ucraina Olena Chehovska Kateryna Gavriushenko Mariia Kramar | 1056      | Russia Oksana Sokolova Anna Yushkova Alexandra Eydenzon | 1017      | Germania Natalie Dols Sarah Pommerien Nina Danner       | 985       |
| Misto 10m           | Micaela Qvarnstrom                                          | 362       | Olena Chehovska                                         | 359       | Veronika Major                                          | 353       |
| Misto 10m a squadre | Ucraina Olena Chehovska Kateryna Gavriushenko Mariia Kramar | 1053      | Germania Natalie Dols Sarah Pommerien Nina Danner       | 999       | Russia Oksana Sokolova Anna Yushkova Alexandra Eydenzon | 992       |

## Medagliere
Nazione ospitante
| Posiz. | Nazione   | Oro | Argento | Bronzo | Totale |
| ------ | --------- | --- | ------- | ------ | ------ |
| 1      | Cina      | 4   | 2       | 0      | 6      |
| 2      | Russia    | 3   | 2       | 5      | 10     |
| 3      | Rep. Ceca | 3   | 0       | 1      | 4      |
| 4      | Ungheria  | 1   | 1       | 1      | 3      |
| 5      | Polonia   | 1   | 1       | 0      | 2      |
| 6      | Ucraina   | 0   | 3       | 4      | 7      |
| 7      | Svezia    | 0   | 3       | 0      | 3      |
| 8      | Finlandia | 0   | 0       | 1      | 1      |

## Medagliere juniores
Nazione ospitante
| Posiz. | Nazione   | Oro | Argento | Bronzo | Totale |
| ------ | --------- | --- | ------- | ------ | ------ |
| 1      | Finlandia | 7   | 4       | 2      | 13     |
| 2      | Ucraina   | 5   | 3       | 5      | 13     |
| 3      | Russia    | 0   | 2       | 4      | 6      |
| 4      | Germania  | 0   | 2       | 0      | 2      |
| 5      | Ungheria  | 0   | 1       | 1      | 2      |